# Ishida Mitsunari

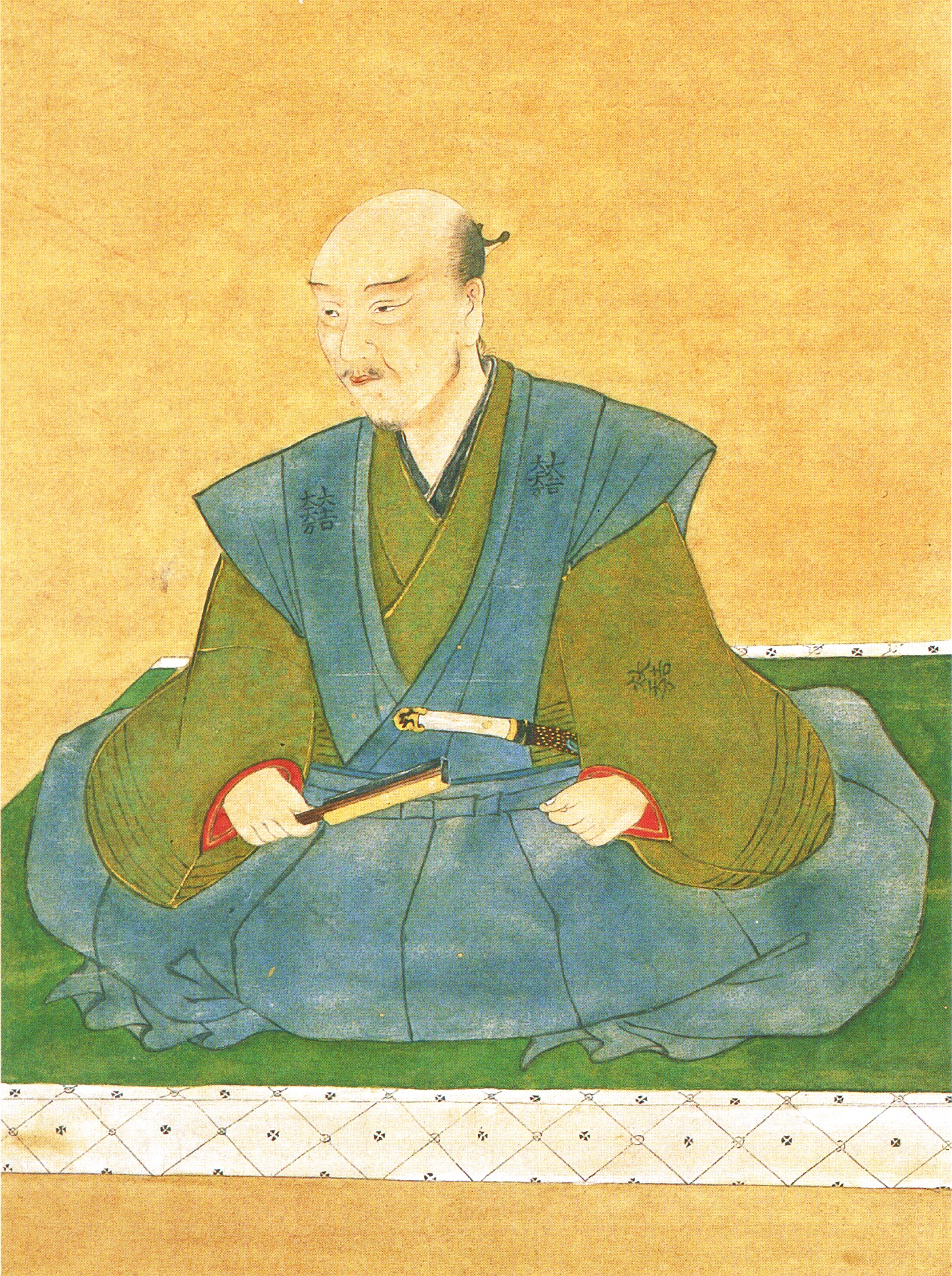
Ishida Mitsunari

Ishida Mitsunari (Japans: 石田 三成, Ishida Mitsunari; Ōmi, 1559 – Rokujogahara (Kyoto), 6 november 1600) was een Japanse samoerai tijdens de Sengoku-periode in Japan. Hij was de raadsheer van de Japanse heerser Toyotomi Hideyoshi. Tevens had hij een belangrijke positie op militair vlak. Hij was de aanvoerder van het Westelijke Leger in de Slag bij Sekigahara in de 17de eeuw.

## Leven

### Jeugd

Wapenschild van Ishida

Ishida Mitsunari werd geboren als tweede zoon van Ishida Masatsugu in het noorden van de Ōmi provincie, gelegen in centraal Japan. Zijn vader was een samoerai die de Azai-clan diende. Mitsunari had een broer genaamd Masazumi. Ook hij was samoerai.
Mitsunari's roepnaam was Sakichi. Men zegt dat hij zijn eerste levensjaren als Boeddhistische monnik spendeerde. Er is verder weinig gekend over Mitsunari's jeugd.

### Volgeling van Toyotomi Hideyoshi
Mitsunari's vader was een dienaar van de Azai-clan, waardoor Mitsunari dit ook was. Hij verliet de clan echter, nadat ze verslagen werden door de machtige Oda Nobunaga. Toen Mitsunari op vijftienjarige leeftijd Toyotomi Hideyoshi leerde kennen, nam Hideyoshi hem onder zijn hoede. Hideyoshi zou Mitsunari hebben opgemerkt, toen hij hem thee schonk. Hideyoshi was een liefhebber van de theeceremonie.
Hideyoshi was op zijn beurt onder de hoede van Oda Nobunaga en klom in deze positie langzaam op tot hij in het jaar 1585 machtshebber van Japan werd. Mitsunari bleef trouw aan Hideyoshi en zijn nageslacht.

### Militaire macht
Mitsunari vocht als rechterhand van Hideyoshi bij enkele veldslagen zoals de Slag bij Yamazaki, Shizugatake en Nagakute. Hij werd de commissaris (bugyo) van de stad Sakai. Later werd hij de daimyō van Sawayaza in de Ōmi provincie. Hierbij werd hij eigenaar van het kasteel van Sawayama. Hij genoot veel politieke macht, maar kende ook veel vijanden die vonden dat hij als iemand van lage komaf, te veel macht had.
Ondanks dat hij als aanvoerder werd aangesteld bij enkele veldslagen, was deze positie niet zijn beste kwaliteit. Ondanks het feit dat hij geen goede generaal was, had hij talent voor administratieve zaken. Daardoor viel hij bij Hideyoshi in de smaak. Toch bewees hij zichzelf in 1590, tijdens Beleg van Odawara, door het kasteel van Oshi over te nemen in de strijd tegen de Hojo-clan. Hij deed Hideyoshi eer aan door zijn tactiek te gebruiken: het fort was laag gelegen en zo konden ze een dijk maken en het kasteel laten overstromen met water.

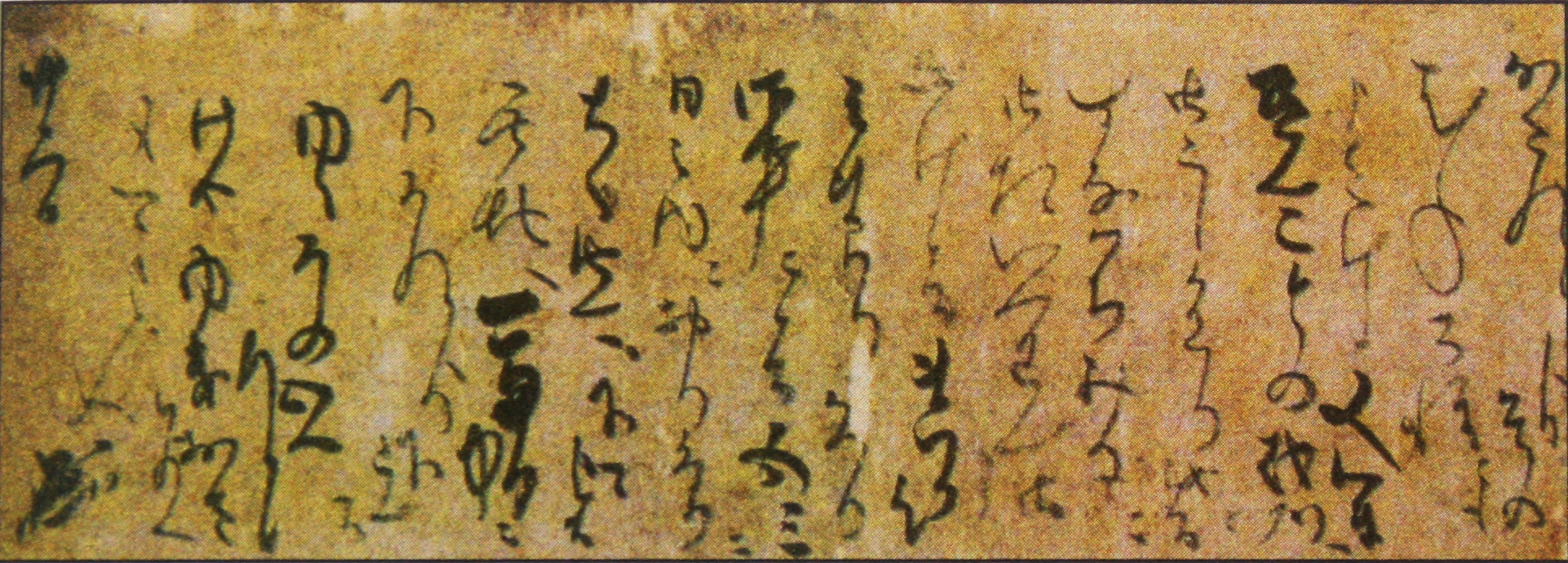
Ishida Mitsunari's brief naar Toyotomi Hideyoshi. Hierin spreekt hij negatief over enkele generaals (zoals Kobayakawa Hideaki) tijdens de Japanse invasies in Korea.

In 1592 wilde Toyotomi Hideyoshi een militaire aanval op Korea uitvoeren. Dit deed hij met hulp van Ukita Hideie, die de leiding had over Ishida Mitsunari, Ōtani Yoshitsugu, Mashita Nagamori en andere belangrijke samoerai. In deze aanval maakte Mitsunari meerdere vijanden. Katō Kiyomasa beschuldigde Mitsunari ervan zich als gewone burger te mengen met militaire zaken. Katō was niet de enige die dit vond en dus kende Mitsunari veel weerstand. Toch mocht hij meerdere bevelen onder Hideyoshi uitvoeren en mocht hij soms in zijn naam spreken.
In 1598 stierf Hideyoshi. Zijn opvolgende zoon, Toyotomi Hideyori, was op dit moment amper vijf jaar oud. Daarom stelde hij voor zijn dood een regentencollege aan en vijf administratoren. Het regentencollege, de go-tairō, bestond uit vijf van zijn machtigste daimyō. Mitsunari was een van de vijf administratoren, de go-bugyō. Deze twee coalities werden bemand door zijn meest trouwe vazallen en regeerden in naam van Hideyori. Ze waren allemaal afkomstig uit de Ōmi and Owari provincie. Mitsunari werd verantwoordelijk gesteld voor de administratie van de burgerlijke zaken en moest over het gebied van Sakai regeren. Aangezien Sakai een belangrijke haven had, hield dit in dat hij de controle had over het bestuur en de verschillende aspecten van handel.
Tot Toyotomi Hideyori oud genoeg was verbleef Mitsunari vaker in het kasteel van Ōsaka dan zijn eigen kasteel. Hideyori was openhartig en vaak tactloos. Hij koos er voor om de strijd aan te houden tegen Tokugawa Ieyasu, die op dat moment de machtigste regent was. De reden hiervoor was dat Hideyori vond dat hij de nalatenschap van de Taikō en Hideyoshi's laatste wensen niet volbracht.
Ieyasu maakte Ishida zwart dat hij een gewetenloze verrader was. Mitsunari ging zo ver dat hij in 1599 een moordpoging deed op Ieyasu. Hierbij ontsnapte hij nauw de dood van Tokugawa-aanhangers. Ironisch genoeg zou hij volgens de verhalen hulp gekregen hebben van Ieyasu om te ontsnappen.

### Slag van Sekigahara

#### Aanleiding

Kaart van De Slag van Sekigahara

De aanleiding van de Slag van Sekigahara was dat na Toyotomi Hideyoshi's dood, Tokugawa Ieyasu zijn macht probeerde te vergroten door zijn kinderen uit te huwelijken aan machtige daimyō. Ieyasu's macht werd te groot, waardoor Mitsunari andere daimyō begon te zoeken die bereid waren om de strijd tegen Ieyasu aan te gaan. Op 19 juli 1600 verklaarde Mitsunari aan Ieyasu de oorlog.

#### Campagne
Mitsunari had de troef dat hij een trouwe aanhanger was van de Toyotomi-clan. Vele aanhangers van Toyotomi Hideyoshi, kozen daarom zijn kant. Hij kon door samenwerking met Ōtani Yoshitsugu en Ankokuji Ekei een leger creëren. Normaal gezien was Mōri Terumoto aangesteld als de aanvoerder, maar hij hield zich vaak afzijdig tijdens de gevechten. Uiteindelijk had Mitsunari een leger van ongeveer 80 000 mensen, waaronder enkele befaamde clans. Aangezien het merendeel van deze krijgers uit het westen van Japan kwamen, werd er gerefereerd aan het Westelijke Leger.
Ieyasu was de machtigste persoon van Japan en kreeg dus veel steun van zijn clan. Zijn tactiek was om heel wat Westerse daimyō land te beloven als ze voor hem zouden vechten. Dit zorgde ervoor dat sommige daimyō twijfelden of weigerden om versterkingen te sturen naar Mitsunari tijdens de veldslag. Uiteindelijk waren Mōri Hidemoto en Kobayakawa Hideaki de twee belangrijksten die toegaven. Mōri zou het leger van Mitsunari weigeren te leiden en hij zou Kikkawa Hiroie overtuigd hebben om niet te vechten. Dit was een belangrijke factor, want als de drie daimyō besloten hadden Ieyasu aan te vallen, zou het gevecht een andere afloop hebben gekend. Hij sloot een alliantie met enkele clans. De landbasis van deze krijgers lagen in het oosten van Japan, waardoor zij het Oostelijke Leger werden genoemd. Het leger bestond uit ongeveer 74 000 mensen.
Uiteindelijk waren de deelnemende daimyō gesplitst in twee fronten. Het Oostelijke Leger stond achter Ieyasu en het Westelijke Leger achter Mitsunari.

#### Voor het gevecht
Ieyasu werd weggeroepen uit het regentencollege, waar hij lid van was, omdat er zich een bedreiging vormde op zijn gronden in het oosten. Als reactie hierop beval Ishida zijn geallieerden om een verrassingsaanval uit te voeren op Ieyasu. Hij had zich echter voorbereid: zijn spionnen hadden hem al op de hoogte gebracht, waardoor hij niet in de val liep en Mitsunari zelf in de val kon lokken. In Augustus vertrok Ieyasu naar Edo om zijn noorderbuur aan te vallen, als misleiding, waarna hij naar het westen terugkeerde met zijn belangrijkste troepen om Mitsunari's campagne te dwarsbomen.
Dankzij het verrassingselement van Ieyasu, slaagde Ieyasu er in om de grote wegen van Edo te blokkeren. Dit deed hij door het kasteel van Gifu en het nabije dorp Konosu in te nemen. Op dat moment verbleef Mitsunari in het kasteel van Ōgaki. De kleine overwinningen van Ieyasu begonnen Mitsunari ongerust te maken en dit werd versterkt door het feit dat Ieyasu spionnen had die valse informatie verspreidden. Er werd gezegd dat Ieyasu het kasteel van Ōgaki wilde passeren en Mitsunari's thuisbasis in Sawayama ging aanvallen. Dit was een leugen. Mitsunari wist dat dit de weg naar Kyōto en Ōsaka, waar Hideyori zich bevond, zou vrijmaken. Op 20 oktober besloot Mitsunari dat hij dit niet zomaar kon laten gebeuren. Hij verliet het kasteel van Ōgaki en ging de pas van Sekigahara verdedigen. Dit was precies zoals Ieyasu wilde, want hoewel hij minder manschappen had, wist hij dat zijn sterkte lag in open velden.

#### Het gevecht
Op 21 oktober 1600 brak het gevecht uit in de pas van Sekigahara.
Het gevecht was eerst in het voordeel van het Westelijke Leger omwille van het feit dat de zuidelijke linie sterk verdedigd was. Ze waren immers in de meerderheid.
Het keerpunt kwam echter rond de middag, toen de Kobayakawa-troepen zich mengden in de strijd. Ze hadden de hele tijd staan kijken vanop een heuvel. Ieyasu had zijn schutters bevolen om te vuren op de Kobayakawa-troepen en hen zo aan te sporen het Westelijke Leger aan te vallen. Ze vielen Ōtani Yoshitsugu aan en verpletterde zijn mannen. Door deze daad van verraad besloten meteen nog meer Westelijke generaals te rebelleren en voor de kant van Ieyasu te kiezen. Vermoedelijk had dit ook te maken met Mitsunari's slechte naam, door zijn hoge positie maar lage komaf. Mitsunari's leger versplinterde en werd de heuvels in gedreven.
De meeste krijgers van het Westelijke Leger werden gevangengenomen en vermoord. Mitsunari kon het gevecht ontvluchten, maar werd zes dagen later gevangengenomen in Furuhashi in de Ōmi provincie.

### Executie
Tien dagen na het gevecht werd het kasteel van Sawayama, Mitsunari's kasteel, in de Ōmi provincie aangevallen. Mitsunari's vader en broer Masazumi pleegden zelfmoord. Mitsunari werd naar de executieplaats in Rokujogahara gebracht. Op 6 november 1600 werd hij daar tot zijn nek in de aarde begraven en onthoofd met een bot mes, samen met enkele geallieerden zoals Ankokuji Ekei en Konishi Yukinaga.
Hij liet drie zonen genaamd Shigeie, Shigenari en Sakichi, en drie dochters na, waarbij enkel de naam van de jongste dochter is gekend, Tatsuhime. Na Mitsunari's dood veranderde Shigenari zijn familienaam naar Sugiyama opdat hij kon blijven leven.

## Nagedachtenis
Mitsunari heeft enkele gedenktstenen gekregen in zijn geboorteplaats (Ōmi provincie) en op de plaats waar De Slag van Sekigahara plaatsvond.

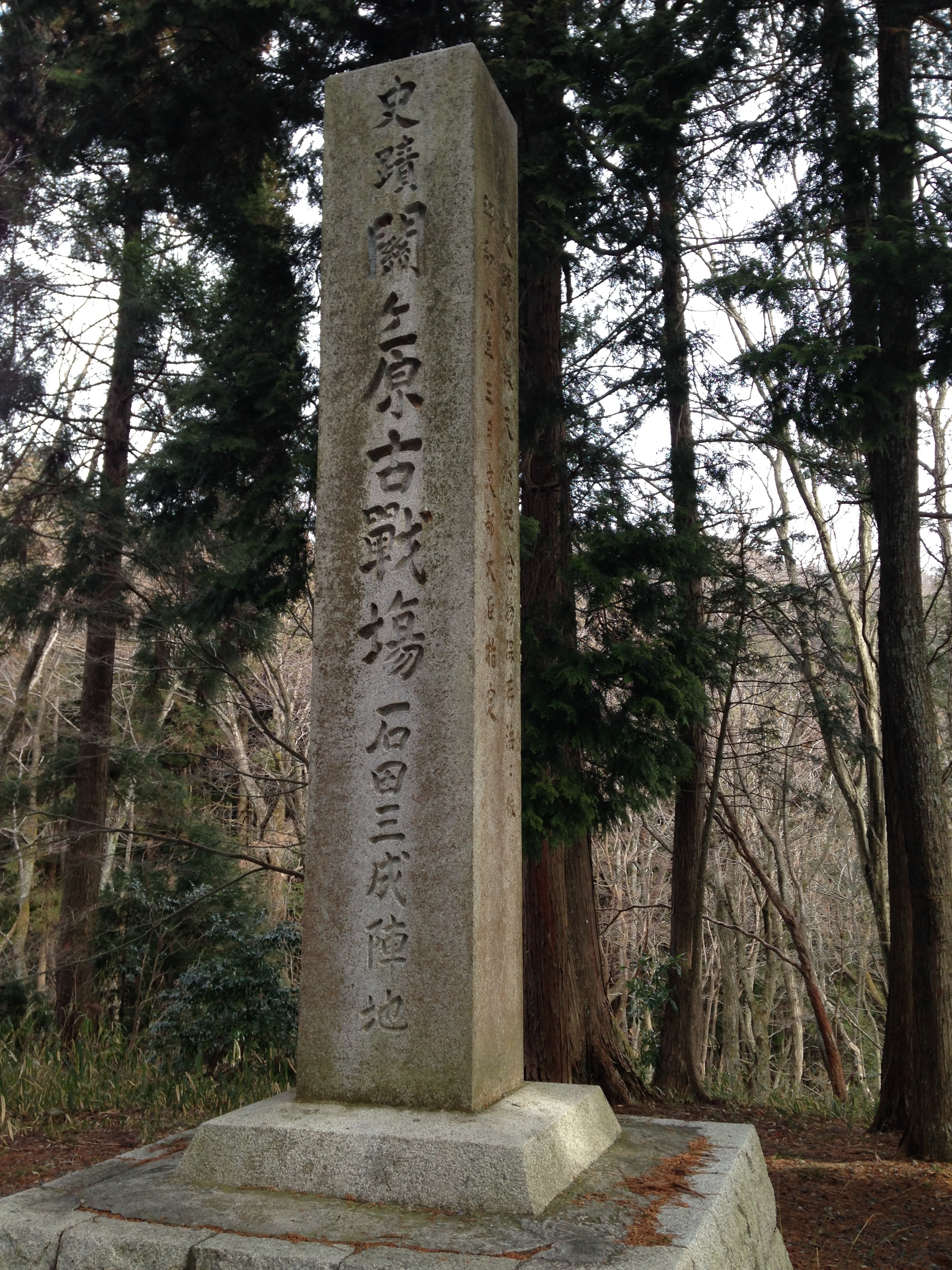
Een gedenksteen ter ere van Mitsunari
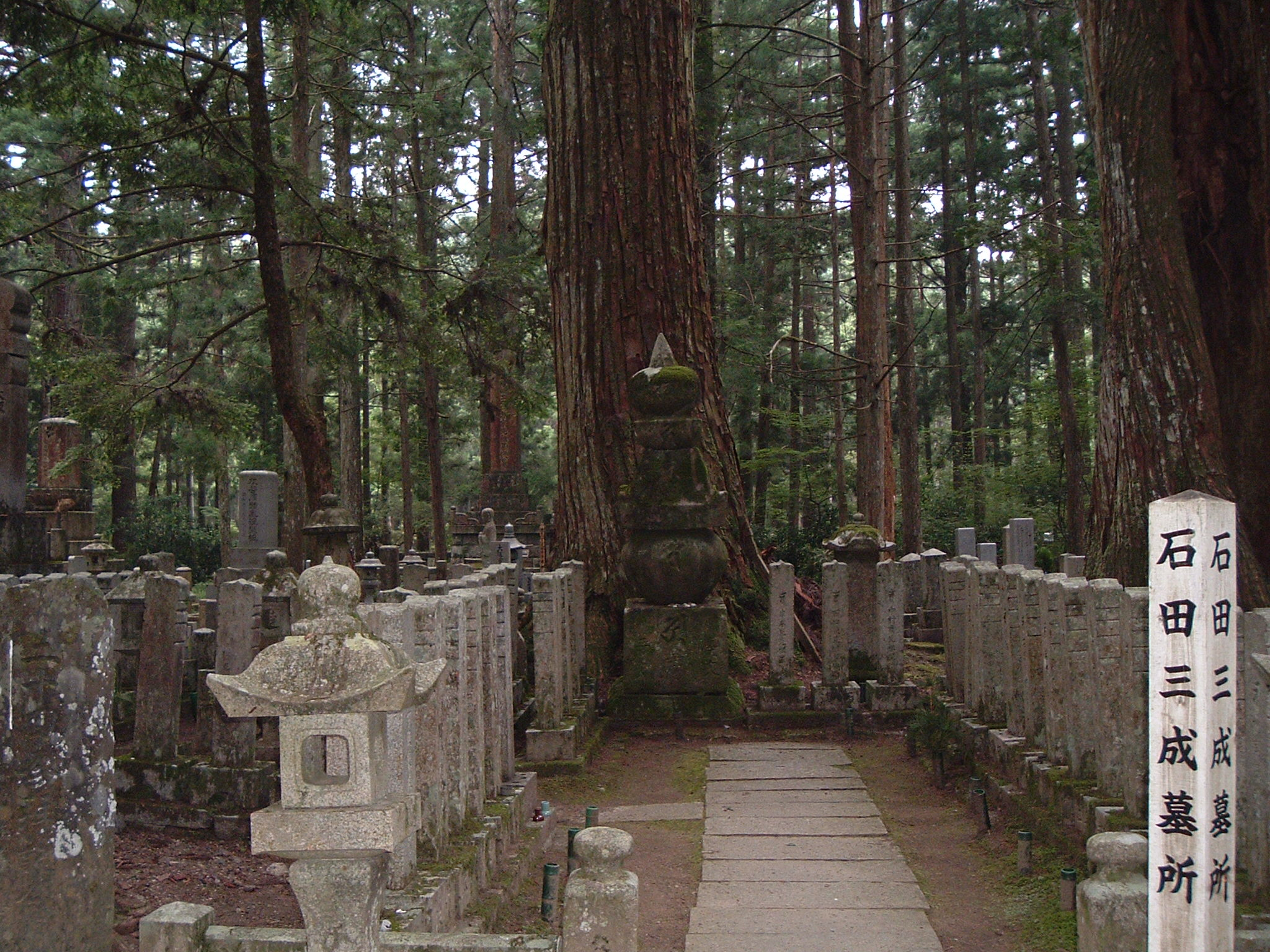
Een foto van het graf van Mitsunari
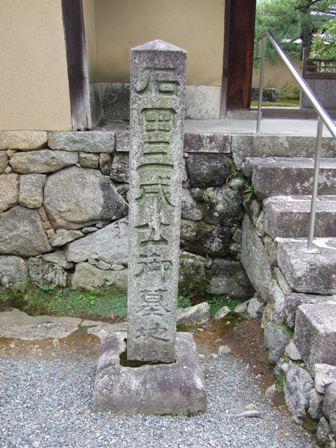
Een gedenksteen ter ere van De Slag van Sekigahara, waar Mitsunari op vermeld staat

## In de populaire cultuur
Mitsunari wordt vaak afgebeeld als de slechterik in het verhaal. Meestal heeft zijn personage een bijrol. Hij komt het vaakst voor als personage in de gamereeks 戦国BASARA (Sengoku BASARA), gemaakt door het bedrijf CAPCOM. Hij komt voor in de gelijknamige manga en anime en is in enkele uitgaves van het spel een bespeelbaar personage. Hij wordt weergegeven met het element "darkness". Zijn bijnaam is dan ook Dark King.

### Boeken
- Clavell, James. (1975). Shogun - A Novel of Japan: Ishida Mitsunari speelt de rol van Ishido.
- Sasakura, Kou. (2010-2011). Sengoku Basara. (manga).
- Karakara, Kemuri. (2010-2013). Donten ni Warau. (manga).
- CLAMP. Gate 7. (manga).

### Film en televisie
- Kawasaki, Itsuro. (reg.) (2009-2011). Sengoku Basara (戦国BASARA). (Anime).
- Kiyoko, Sayama. (reg.) (2007-2010). Brave 10 (ブレイブ・テン). (Anime). Studio Sakimakura (animatie).
- Shirohata, Bob. (reg.) (2013). Gifuu Doudou!!: Kanetsugu to Keiji (義風堂々!! 兼続と慶次). (Anime).
- Mashimo, Koichi. (reg.) (2011-2012). Hyouge Mono (へうげもの). (Anime).
- Ochi, Kōjin. (reg.) (2015). Sengoku Musou (戦国無双). (Anime).
- London, Jerry. (reg.) (1980). Shōgun. (miniserie). Gebaseerd op het boek van James Clavell, Shogun. Ishida wordt vertolkt door Nobuo Kaneko.
- Higuchi, Shinji. & Inudo, Isshin. The Floating Castle (のぼうの城). (film).
- Shōgun. (2024). (miniserie). Gebaseerd op het boek van James Clavell, Shōgun. Ishida wordt vertolkt door Nobuo Kaneko.

### Computerspellen
- Sengoku BASARA 3
- Sengoku BASARA 4 (bespeelbaar personage)
- Pokémon Conquest
- Samurai Warriors (bespeelbaar personage)
- Kessen
- Onimusha
- Age of Empires III